# Воинов, Леонид Иванович

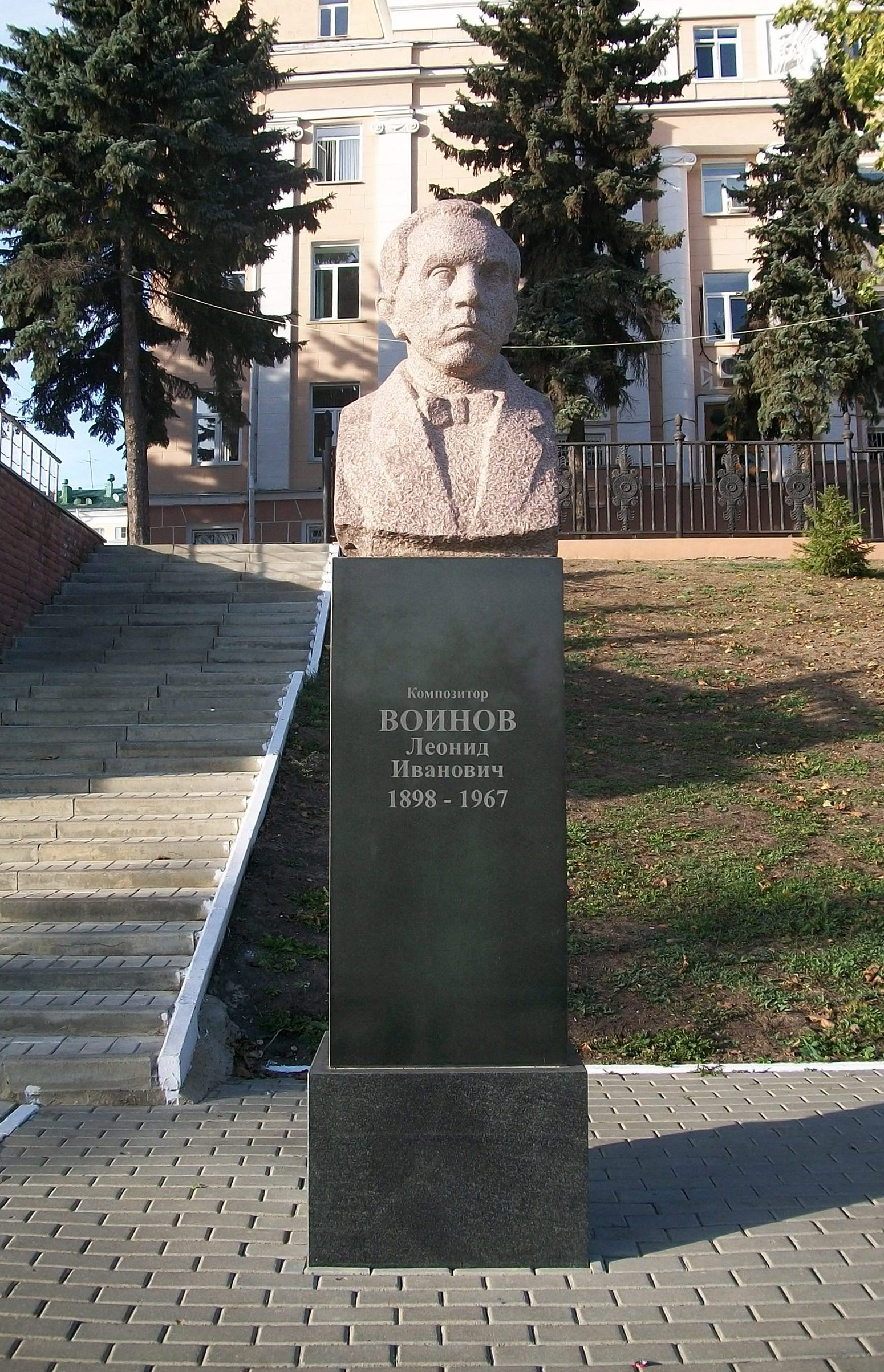
Бюст Л. И. Воинова в Мемориально-скульптурном комплексе в центре Саранска

Леони́д Ива́нович Во́инов (1898—1967) — советский музыкант, композитор и дирижер. Заслуженный деятель искусств РСФСР (1960).

## Биография
Родился 12 июня 1898 года в городе Темников.
С 1918 года — руководитель созданного им в Темникове оркестра русских народных инструментов.
В 1920-е годы брал уроки игры на балалайке у Бориса Трояновского, на фортепиано — у А. Б. Гольденвейзера, профессора Московской государственной консерватории.
Л. И. Воиновым написаны опера «Сказка о попе и работнике его Балде» на сюжет А. С. Пушкина, «Сказ о Мордовии», «Марш на мордовские темы», «Мордовская колхозная сюита», создана увертюра «1917 год».
Умер Л. И. Воинов 29 октября 1967 года в Саранске, похороны состоялись в Темникове. На могиле Воинова установлен памятник с его барельефом.

## Звания и награды
- Заслуженный деятель искусств РСФСР (1960).
- Заслуженный и народный артист Мордовской АССР (1947).

## Память
- Правительство Мордовии увековечило память Воинова в Темникове мемориальными досками на здании Дома культуры и на доме, где он жил. В этом же доме организован мемориальный музей.
- Улица в Саранске.
- Детская музыкальная школа № 4 имени Л. И. Воинова в Пролетарском районе Саранска.
- Оркестр русских народных инструментов им. Л. И. Воинова (г. Темников).
- Детская музыкальная школа в г. Темникове.
- Улица Воинова в г. Темникове.